# Banco Español de Ultramar
El Banco Español de Ultramar, cuyo nombre completo era Banco Español de Ultramar y Empresa de Correos Marítimos, fue una entidad financiera española creada por iniciativa privada en 1845-1846 por un grupo de empresarios españoles, encabezados por Francisco de las Rivas, Pedro Juan de Zulueta, Antonio Jordá y Guillermo O'Shea, con la presidencia de Francisco de Paula de Borbón (tío de Isabel II) y con un capital de 200 millones de reales. 
Su objetivo primordial y casi único fue la absorción y posterior gestión de la Empresa de Correos Marítimos de La Habana fundada en 1827 que mantenía la concesión del servicio postal entre la Gran Antilla y la península ibérica. La absorción se produjo en 1846 a través de un acuerdo privado, y obtuvo la concesión definitiva del servicio postal de ultramar en 1847, siendo en la práctica la única actividad que desarrollo el banco. La deficiente gestión del servicio postal por la empresa creada en tiempos de Fernando VII, hizo que Juan Álvarez Mendizábal, hombre fuerte de los gabinetes económicos en tiempos del reinado de Isabel II, apoyase la operación. Un año después de hecha efectiva la concesión, el Banco Español de Ultramar había imcumplido sus obligaciones, la más destacada la promesa de ampliación de los servicios de sólo cuatro goletas, por más goletas y barcos de vapor. El incumplimiento coincidió con una operación de fusión del banco con el Banco de Fomento y el Banco de La Probidad para formar el Banco de Fomento y Ultramar que absorbió los negocios de las tres compañías y, por tanto, los bienes, deudas y concesiones del Ultramar. La tarea especulativa del Banco de Ultramar, junto con otros problemas, llevó a la quiebra poco después al Banco de Fomento y Ultramar.